# Libralces
Libralces — рід євразійських оленів, що жили в епоху пліоцену й мали роги шириною понад 2 метри, які за розміром можна порівняти з рогами Megaloceros.
Скам'янілості Libralces були знайдені від Франції до Таджикистану, причому найвідомішим прикладом є французький L. gallicus.
За словами Хорді Агусті, Libralces був предком Megaloceros, хоча більшість інших авторитетів вважають його родичем лося, Alces.
У плейстоцені існувало три роди голарктичних лосеподібних оленів — Cervalces, Alces, Libralces. На відміну від сучасних Alces, віллафранський Libralces gallicus мав дуже довгі пучки рогів з невеликими долонями та узагальнений череп із помірно зменшеною носовою частиною. Azzaroli 1953 додав Alces latiforns до Libralces, але ця позиція була оскаржена.